# 詹姆斯·威尔金森 (帆船运动员)
詹姆斯·威尔金森（英語：James Wilkinson，1951年2月28日—），爱尔兰男子帆船运动员。他曾代表爱尔兰参加1976年和1980年夏季奥林匹克运动会帆船比赛，其中1980年奥运会获得一枚银牌。